# Spilosoma rybakowi
Spilosoma rybakowi là một loài bướm đêm thuộc phân họ Arctiinae, họ Erebidae.